# Saison 3 des Razbitume
Cet article présente le guide des épisodes de la troisième saison de la série télévisée Les Razbitume.